# Jehan Regnault
Jehan Regnault fut deux fois organiste titulaire de la cathédrale Notre-Dame de Paris.